# 秦秀雄
秦 秀雄（はた ひでお、1898年 - 1980年）は日本の美術評論家・数寄者。骨董収集鑑定家・文筆家・随筆家でも著名である。号は「珍堂」。

## 人物
明治31年（1898年）福井県三国の浄土真宗・本流院に生まれる。中学卒業後、得度して律師、釈円明と改名。上京して大正11年（1922年）東洋大学倫理科を卒業。福岡県中学修猷館、芝中学などで国語教師を務めるかたわら美術雑誌「茶わん」を発行。昭和5年（1930年）北大路魯山人の知遇を得て高級料亭・星岡茶寮の支配人となる。昭和12年（1937年）独立して東京目黒に驪山荘を経営。昭和18年（1943年）伊東温泉に疎開、昭和19年（1944年）驪山荘を閉じる。「陶和会」「落穂会」主宰。以後、陶磁その他の鑑定、鑑賞に明け暮れ、文筆を業とする。井伏鱒二著「珍品堂主人」のモデル。
民藝運動を進めた柳宗悦や美術評論家の青山二郎、文芸評論家の小林秀雄、白洲正子ら「伝説の眼利き」たちから信頼された。
戦時中、疎開先を探していた旧知の詩人三好達治を郷里・三国へ手引きするなど、福井の文学界にとっても大きな役割を果たした。
自著「追想の魯山人」（五月書房）によると、魯山人との出会いは32歳だった昭和5年1930年。初対面で話が弾み、その日のうちに星岡茶寮へ招待された秦は、1年後に請われて職員となり、やがて支配人に引き立てられた。
独断専行の魯山人が、15歳年下の秦の進言には耳を傾けた。自ら発刊した会報誌「星岡」の編集長を任せ、教員時代の3倍の高給を自ら手渡すなど厚い信頼を寄せた。
昭和11年（1936年）、魯山人が星岡茶寮の会計係をクビにしたことを発端に、その横暴さや放漫な経済観念に不満を抱いていた従業員たちがストライキを起こす。支配人の秦は「ゆえあって」その中心に立ち、恩義ある魯山人を解雇に追い込んだ。騒動の責任を感じ星岡茶寮を去った秦は、目黒で料亭を経営後、昭和18年（1943年）に伊東温泉へ閑居。疎開先を探していた三好がふらりと訪ねてきたのはそんなころだった。秦の自著「忘れがたき日本の味」（文化出版局）によると、伊東で家探しを頼まれた秦は、小田原市（神奈川）の家族と別離し、萩原朔太郎の娘葉子と新生活を始めようとしていた三好に、三国への疎開を勧めた。旧知の富豪が持つ雄島村の別荘を借りる算段を付けた上で「詩人は炭（生活能力）がない」と心配し、有力な援護者まで紹介した。三国を気に入った三好は、昭和19年（1944年）から5年にわたり三国に滞在。作家の中野重治や俳人の森田愛子、伊藤柏翠らと親しく交流し、弟子の詩人則武三雄（かずお）を呼び寄せるなど、戦後福井の文学界にかけがえのない財産を残した。
「珍品堂主人」以降広く知られるようになった秦は、料理屋経営の傍ら雑誌「銀花」「小さな蕾」の創刊に立ち会い、骨董にまつわる随筆の書き手として活躍した。
魯山人と違い自ら作陶することは無かったようだが、自らが中心となり九谷青窯という古作にインスピレーションを受けた陶磁器を作る工房を立ち上げた。
秦秀雄の指導、影響を受けた陶芸家に笹岡秦山、桂木一八等がいる。
古美術商の駆け出しだった中島誠之助に高値でまがい物をつかませて“修業”させるなど、生き馬の目を抜くシビアさも持ち合わせていた。「己の中に美を持て」というメッセージは、袂（たもと）を分かった魯山人の「独歩」にも通じる。
秦秀雄の鑑識眼は「秦好み」と称され多くのファンがいる。また、甍堂の青井義夫や古道具坂田の坂田和實、自在屋の勝見充男はじめ、多くの古美術商が敬愛する。
息子は秦笑一。

## 著書
- 茶わん 茜屋書房、昭和6年(1931年)
- 黄八丈 郷土研究社、昭和6年(1931年)
- 唐棧考 茜屋書房、昭和7年(1932年)
- 鑑陶図録 便利堂(中村竹四郎) 、昭和9年(1934年)
- 北大路家蒐蔵古陶磁圖録 星岡窯研究所、昭和10年(1935年)
- 星岡随筆 新英社、昭和11年（1936年)
- 目ききの眼 やきものの見方 徳間書店、昭和36年(1961年)
- やきもの 日本陶磁研究所、昭和38年(1963年)
- 珍品堂　骨董の旅　埋もれている地方の名品 徳間書店、昭和38年(1963年)
- 日本の陶器 陶和会、昭和39年(1964年9月30日)
- 暮しに生きる骨董の美 社会思想社、昭和43年(1968年)
- 瀬戸絵皿の美 石皿と油皿 社会思想社、昭和44年(1969年)
- 古伊萬里圖鑑 大門出版美術出版部、昭和46年(1971年)、改訂増補版1972年
  - 古伊万里図鑑 ちくま学芸文庫 令和2年(2020年)
- 見捨てがたきもの身辺の雑器 文化出版局、昭和46年(1971年)
- 北大路魯山人作品集 文化出版局、昭和47年(1972年)
- 帰庵 大門出版美術出版部、昭和48年(1973年)
- やきものの鑑賞―やきもの好きの見るこつ・知るこつ ぎょうせい、昭和51年(1976年)
- 北大路魯山人の星岡 東洋書院 全4巻、昭和52年(1977年)、普及版2009年
- 追想の魯山人 五月書房、昭和52年(1977年)
- 古染付百品集 五月書房、昭和53年(1978年)
- 忘れがたき日本の味 文化出版局、昭和53年(1978年)
- 骨董玉手箱 その出会いと遍歴 文化出版局、昭和53年(1978年)
- 手織物考 五月書房、昭和54年(1979年)
- 珍品鑑賞 五月書房、昭和54年(1979年)
- 藤井達吉作品集 有秀堂、昭和55年(1980年)
- 骨董一期一会 文化出版局、昭和55年(1980年)
- 新訂版 野花を生ける　しろうとの茶花 神無書房、平成3年(1991年)
- 新版 やきものの鑑賞 平凡社ライブラリー、平成11年(1999年)